# Douglas Engelbart
Douglas Carl Engelbart (Portland, 30 gennaio 1925 – Atherton, 2 luglio 2013) è stato un inventore e ingegnere statunitense.
È stato il fondatore dell'Augmentation Research Center ed è ritenuto l'inventore, in collaborazione con William English, del primo mouse. Pioniere dell'interazione uomo-computer, ha sviluppato con i suoi collaboratori l'ipertesto, le reti di computer ed è stato un precursore dell'interfaccia grafica.

## Biografia
I suoi avi provenivano da Germania, Svezia e Norvegia. Durante la Seconda guerra mondiale, quando prestò servizio come tecnico radio per la marina statunitense nelle Filippine, Engelbart fu ispirato dall'articolo scritto da Vannevar Bush As We May Think ("Come potremmo pensare").
Dopo la guerra, Engelbart conseguì la laurea in ingegneria elettronica all'Università dell'Oregon (1948), seguita poi da una specializzazione a Berkeley nel 1952, e da un dottorato di ricerca, sempre a Berkeley, nel 1955. All'Università dell'Oregon fece anche parte del club universitario "Sigma Phi Epsilon". A Berkeley fu coinvolto, come studente, nella costruzione del California Digital Computer (CALDIC). Ci mise più di un anno per creare senza successo una startup, "Tecniche Digitali", per commercializzare alcune delle sue ricerche. Lavorò anche con Hewitt Crane a un progetto di dispositivi magnetico-logici allo Stanford Research Institute (SRI). Nell'istituto di Menlo Park, Engelbart fondò, insieme ad alcuni giovani informatici e ingegneri elettronici, l'Augmentation Research Center.

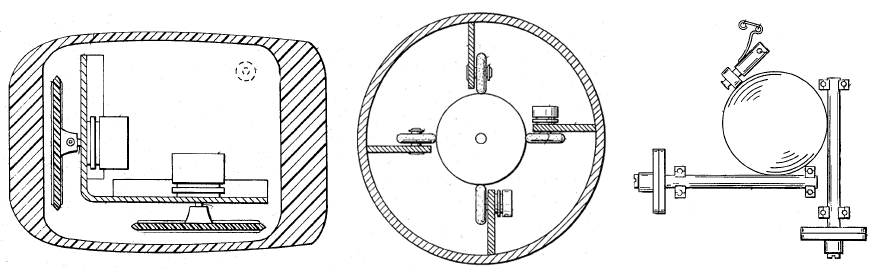
Primi brevetti di mouse. Da sinistra: rotelle contrapposte di Engelbart, novembre 1970 (US Patent 3541541). Sfera e rotelle di Rider, settembre 1974 (US Patent 3835464). Sfera e due rulli con molla di Opocensky, ottobre 1976 (US Patent 3987685).

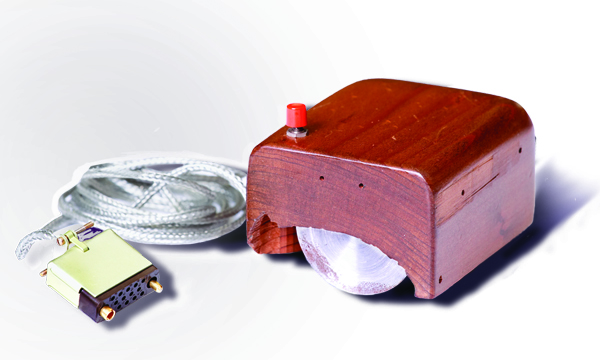
Il primo mouse per computer, progettato da Bill English in base ai bozzetti di Engelbart.

Negli anni Novanta ha fondato il Bootstrap Institute che, attraverso una serie di seminari alla Stanford University, portò avanti l'idea di collaborazione ripresa dal movimento open source. Nel 1997 ha vinto il Premio Lemelson-MIT.
È morto il 2 luglio 2013 all'età di 88 anni per insufficienza renale.

## Principali invenzioni
Engelbart è l'inventore del primo mouse per computer, sviluppato negli anni '60 e brevettato il 21 giugno 1967. A quel tempo il mouse era un blocco di legno che copriva due ruote di metallo e non è stato commercialmente disponibile se non fino al 1981, con lo Xerox Star. Per questo, essendo il brevetto scaduto prima della diffusione di massa, Engelbart non poté trarre un profitto economico dalla sua invenzione.
Engelbart è conosciuto anche per aver progettato, sempre negli anni sessanta, oN Line System, un rivoluzionario ambiente software creato con i colleghi dell'Augmentation Research Center. Il sistema era costituito da workstation personali collegate a un mainframe SDS-940, in grado di visualizzare testo e grafica. Nella visione di Engelbart, l'Augmentation Framework era parte integrante di un progetto che comprendeva la rete ARPAnet per la condivisione delle informazioni. oN Line System fu presentato alla "Joint Computer Conference" di San Francisco nel 1968. In una dimostrazione della durata di un'ora e mezza, che passò alla storia come «The mother of all demos», Engelbart presentò un sistema di computer collegati tra loro in rete, comprendente un programma di scrittura a video con la possibilità di modificare il testo prima di stamparlo, un sistema a finestre, il primo mouse e un sistema di teleconferenza interattiva basato sul collegamento di più monitor in rete tra loro.